# Bryconamericus iheringii
Bryconamericus iheringii,  mojarra punto negro o mojarra fina es una especie de pez de la familia Characidae en el orden de los Characiformes.

## Morfología
Los machos pueden llegar alcanzar los 11,4 cm de longitud total y 16,9 g de peso.

## Hábitat
Vive en zonas de clima templado en Sudamérica.

## Distribución geográfica
Se encuentran en Sudamérica: Laguna dos Patos, cuenca del río Uruguay y por el este de Argentina hasta el río Colorado.